# Charlie Heaton
Charlie Heaton (Bridlington Anglaterra, 6 de febrer de 1994) és un actor i músic britànic, més conegut pel seu paper com a Jonathan Byers a la sèrie original de Netflix, Stranger Things; també és conegut pel seu paper com a Billy Marrowbone a la pel·lícula El secreto de Marrowbone.

## Carrera
Després de traslladar-se a Londres a l'edat de 16 anys, Heaton es va unir a la banda de rock anglesa Comanechi com el bateria de la mateixa i amb qui va viatjar durant el període d'un any. El 2015, Heaton va fer el seu debut en l'actuació en la sèrie criminal DCI Banks emesa per la cadena d'ITV, interpretant el paper de Gary McCready. Més tard, va aparèixer com Riley en la sèrie de Detectius Vera. Aquest mateix any, va ser estrella convidada en la sèrie Casualty emesa per BBC One, on va jugar el paper de Jason Waycott.
En 2016, va aparèixer en Shut In, pel·lícula que va co-protagonitzar al costat de Naomi Watts i Oliver Platt i va ser dirigida pel director anglès, Farren Blackburn. Des de 2016, Heaton desenvolupa un dels papers principals en la sèrie Stranger Things emesa per Netflix. En ella interpreta a Jonathan Byers, un jove tímid i una mica asocial que posseeix un gran talent per a la fotografia, que ajudarà la seva mare, Joyce Byers, a trobar al seu germà petit, Will Byers, misteriosament desaparegut.
Al maig de 2017, es va anunciar que Heaton va ser fitxat per interpretar a Samuel "Sam" Guthrie/Cannonball, un dels personatges principals de la pel·lícula New Mutants pertanyent a la saga cinematogràfica de X-Men.
En 2017 va aparèixer en la pel·lícula El secreto de Marrowbone del director espanyol Sergio G. Sánchez i produïda per Juan Antonio Bayona.

## Vida personal
A l'Octubre de 2017, la revista US Weekly va revelar que Heaton va tenir un fill fa tres anys anomenat Archie, fruit d'una relació anterior amb Akiko Matsuura, una bateria i cantant japonesa que resideix a Londres.

### Problemes legals
El 21 d'octubre de 2017, a Heaton se li va negar l'entrada als Estats Units, després que les autoritats americanes li trobesin una petita quantitat de cocaïna al seu equipatge quan es disposava a entrar al país a través de l'aeroport internacional de Los Angeles, per assistir a l'estrena de la segona temporada de la sèrie que protagonitza, Stranger Things. A causa de la situació va ser retingut i poc després va ser deportat a Londres, ja que és un ciutadà britànic.

## Filmografia

### Cinema
| Any  | Títol                           | Personatge                        | Notes                |
| ---- | ------------------------------- | --------------------------------- | -------------------- |
| 2015 | The Schoolboy                   | Michael Stevens                   | Curtmetratge         |
| 2015 | Urban & the Shed Crew           | Frank                             | Co-protagonista      |
| 2015 | Rise of the Footsoldier Part II | Dealer                            | Personatge principal |
| 2016 | As you are                      | Mark                              | Personatge principal |
| 2016 | Shut In                         | Stephen Portman                   | Co-protagonista      |
| 2017 | El secreto de Marrowbone        | Billy                             | Co-protagonista      |
| 2018 | New Mutants                     | Samuel "Sam" Guthrie / Cannonball | En rodatge           |

### Televisió
| Any            | Títol           | Personatge                     | Notes |
| -------------- | --------------- | ------------------------------ | --- |
| 2015           | ''DCI Banks''   | Gary McCready                  | "What Will Survive: Part 1" (temporada 4, episodio 1)/"What Will Survive: Part 2" (temporada 4, episodio 2) |
| 2015           | Vera            | Riley                          | "Changing Tides" (temporada 5, episodio 1)                                                                  |
| 2015           | Casualty        | Luke Dickinson / Jason Waycott | "Sweetie" (temporada 29, episodio 21)/"The Department of Secrets" (temporada 29, episodio 31)               |
| 2016 - present | Stranger Things | Jonathan Byers                 | Personatge principal                                                                                        |

## Premis i nominacions
| Any  | Organització               | Categoria                      | Treball         | Resultat  |
| ---- | -------------------------- | ------------------------------ | --------------- | --------- |
| 2017 | Screen Actors Guild Awards | Millor repartiment en un drama | Stranger Things | Guanyador |